# Henry Hughton
Henry Timothy Hughton (sinh ngày 18 tháng 11 năm 1959) là một cựu cầu thủ bóng đá thi đấu ở vị trí hậu vệ. Sinh ra ở Anh, nhưng ông đại diện thi đấu cho U-21 Ireland.

## Sự nghiệp

### Sự nghiệp câu lạc bộ
Hughton sinh ra ở Stratford, London. Ông từng thi đấu ở Football League cho Leyton Orient, Crystal Palace và Brentford. Sau đó ông thi đấu tại bóng đá non-league cho Enfield.

### Sự nghiệp quốc tế
Hughton có một trận ra sân cho Đội tuyển bóng đá U-21 quốc gia Ireland, trước Anh năm 1981.